# Saison 2009-2010 du Sporting Braga
 (décembre 2010).
Chronologie
Saison précédente Saison suivante
La saison 2009-2010 du Sporting Clube de Braga débute le 15 août 2009 avec la première journée de la Liga Sagres, pour se terminer le 9 mai 2010 avec la dernière journée de cette compétition.
Le Sporting Braga est également engagé en Coupe du Portugal, Coupe de la Ligue et dans les compétitions européennes au sein de la Ligue Europa.

## Transferts en 2009-2010
| Nom                | Nationalité | Provenance/Destination    |
| Arrivées           |             |                           |
| Cristiano          | Portugal    | équipe junior             |
| Paulão             | Brésil      | Naval 1er Mai             |
| Tiago Pinto        | Portugal    | Sporting CP               |
| Fernando Alexandre | Portugal    | Estrela da Amadora        |
| Ney Santos         | Brésil      | Estrela da Amadora        |
| Diogo Valente      | Portugal    | FC Porto                  |
| Joseph Peterson    | Haïti       | équipe junior             |
| Louis Peña         | Venezuela   | Estudiantes de Mérida     |
| Rodrigo Possebon   | Italie      | Manchester United (prêt)  |
| Hugo Viana         | Portugal    | Valencia CF (prêt)        |
| Osvaldo            | Brésil      | Al Ahly Dubaï (prêt)      |
| Yazalde            | Portugal    | Varzim SC                 |
| Adriano            | Brésil      | FC Porto                  |
| Départs            |             |                           |
| Frechaut           | Portugal    | FC Metz                   |
| Rainford Kalaba    | Zambie      | União Leiria (prêt)       |
| Fernando Alexandre | Portugal    | Leixões SC (prêt)         |
| Mário Felgueiras   | Portugal    | Vitória Setúbal (prêt)    |
| Dani               | Portugal    | Estrela da Amadora (prêt) |
| Paulo Jorge        | Portugal    | APOEL Nicosie             |
| Palmeira           | Portugal    | Estrela da Amadora (prêt) |
| Edimar             | Brésil      | CFR Cluj                  |
| Bruno Tiago        | Portugal    | ?                         |
| Stélvio            | Portugal    | União Leiria (prêt)       |
| César Peixoto      | Portugal    | Benfica Lisbonne          |
| Luís Aguiar        | Uruguay     | Dynamo Moscou             |
| Nani               | Portugal    | Merelinense FC            |
| Zé Manuel          | Portugal    | Merelinense FC            |
| Jorginho           | Brésil      | Gaziantepspor             |
| Orlando Sá         | Portugal    | FC Porto                  |
| Wender             | Brésil      | Ermis Aradippou           |
| Roland Linz        | Autriche    | Gaziantepspor             |

## L'effectif de la saison
| N° | Nat.                  | Poste | Nom du joueur     |
| -- | --------------------- | ----- | ----------------- |
| 1  | Drapeau du Portugal   | G     | Eduardo           |
| 31 | Drapeau de la Pologne | G     | Pawel Kieszek     |
| 42 | Drapeau du Portugal   | G     | Cristiano         |
| 2  | Drapeau du Pérou      | D     | Alberto Rodríguez |
| 3  | Drapeau du Brésil     | D     | Paulão            |
| 4  | Drapeau du Brésil     | D     | André Leone       |
| 5  | Drapeau du Brésil     | D     | Moisés            |
| 6  | Drapeau du Brésil     | D     | Evaldo            |
| 12 | Drapeau du Portugal   | D     | Tiago Pinto       |
| 27 | Drapeau du Portugal   | D     | Filipe Oliveira   |
| 47 | Drapeau du Portugal   | D     | João Pereira      |
| 68 | Drapeau du Brésil     | D     | Ney Santos        |
| 8  | Drapeau du Brésil     | M     | Márcio Mossoró    |

| No. | Nat.                   | Position | Nom du joueur                                    |
| --- | ---------------------- | -------- | ------------------------------------------------ |
| 11  | Drapeau du Portugal    | M        | Diogo Valente                                    |
| 16  | Drapeau d'Haïti        | M        | Joseph Peterson                                  |
| 20  | Drapeau du Venezuela   | M        | Louis Peña                                       |
| 23  | Drapeau de l'Argentine | M        | Andrés Madrid                                    |
| 25  | Drapeau de l'Italie    | M        | Rodrigo Possebon (en prêt par Manchester United) |
| 45  | Drapeau du Portugal    | M        | Hugo Viana (en prêt par Valencia CF)             |
| 88  | Drapeau du Brésil      | M        | Vandinho                                         |
| 7   | Drapeau du Brésil      | A        | Osvaldo (en prêt par Al Ahly Dubaï)              |
| 9   | Drapeau du Brésil      | A        | Paulo César                                      |
| 14  | Drapeau du Portugal    | A        | Yazalde                                          |
| 19  | Drapeau du Cameroun    | A        | Albert Meyong Ze                                 |
| 30  | Drapeau du Brésil      | A        | Alan                                             |
| 81  | Drapeau du Brésil      | A        | Adriano                                          |
| 99  | Drapeau du Brésil      | A        | Matheus                                          |

## Les rencontres de la saison

### Matchs amicaux
| 9 juillet 2009 | Sporting Braga                  | 3-1 | SC Freamunde | Estádio Municipal de Braga, Braga |  |
|                | Diogo Valente · Kalaba · Meyong |     | Emanuel      |                                   |  |

| 11 juillet 2009 | Sporting Braga                               | 3-2 | Bristol City               | Complexo Desportivo Arsénio Catuna, Guia     |                                              |
|                 | Meyong (pen) 36e · Linz (pen) 55e · Linz 55e |     | 33e Clarkson · 73e Plummer | Spectateurs : 200 Arbitrage : Nuno Guerreiro | Spectateurs : 200 Arbitrage : Nuno Guerreiro |

| 16 juillet 2009 | Portimonense SC | 1-2 | Sporting Braga        | Estádio Municipal de Portimão, Portimão |  |
|                 | Ben             |     | Yazalde · Paulo César |                                         |  |

| 16 juillet 2009 | Sporting Braga | 3-1 | Syndicat des joueurs | Estádio Municipal de Portimão, Portimão |  |
|                 |                |     |                      |                                         |  |

| 21 juillet 2009 | Sporting Braga | 0-1 | FC Twente | Estádio Municipal de Braga, Braga                 |
|                 |                |     |           | Spectateurs : 8 057 Arbitrage : Rui Costa (Porto) |

| 25 juillet 2009 | Gil Vicente FC | 0-0 (3-4 pen) | Sporting Braga | Estádio Cidade de Barcelos, Barcelos |  |
|                 |                |               |                |                                      |  |

| 5 août 2009 | GD Ribeirão | 2-2 | Sporting Braga | Estádio do Passal, Vila Nova de Famalicão |  |
|             |             |     |                |                                           |  |

### Championnat du Portugal
| 1re journée 15 août 2009 | Sporting Braga | 1-0 | Académica de Coimbra | Estádio Municipal de Braga, Braga                       |                                                         |
|                          | Meyong 87e     |     |                      | Spectateurs : 9 042 Arbitrage : Duarte Gomes (Lisbonne) | Spectateurs : 9 042 Arbitrage : Duarte Gomes (Lisbonne) |

| 2e journée 22 août 2009 | Sporting CP       | 1-2 | Sporting Braga        | Estádio José Alvalade, Lisbonne                                |                                                                |
|                         | Yannick Djaló 71e |     | 12e Alan · 81e Meyong | Spectateurs : 24 280 Arbitrage : Olegário Benquerença (Leiria) | Spectateurs : 24 280 Arbitrage : Olegário Benquerença (Leiria) |

| 3e journée 30 août 2009 | Sporting Braga                         | 3-1 | CF Belenenses | Estádio Municipal de Braga, Braga                       |                                                         |
|                         | Diakité (csc) 28e · Hugo Viana 61e 90e |     | 52e Yontcha   | Spectateurs : 9 823 Arbitrage : João Ferreira (Setúbal) | Spectateurs : 9 823 Arbitrage : João Ferreira (Setúbal) |

| 4e journée 13 septembre 2009 | CS Marítimo      | 1-2 | Sporting Braga                | Estádio dos Barreiros, Funchal                                 |                                                                |
|                              | Miguel Ângelo 9e |     | 40e João Pereira · 82e Meyong | Spectateurs : 4 250 Arbitrage : Carlos Xistra (Castelo Branco) | Spectateurs : 4 250 Arbitrage : Carlos Xistra (Castelo Branco) |

| 5e journée 19 septembre 2009 | Sporting Braga | 1-0 | FC Porto | Estádio Municipal de Braga, Braga                         |                                                           |
|                              | Alan 69e       |     |          | Spectateurs : 17 215 Arbitrage : Pedro Proença (Lisbonne) | Spectateurs : 17 215 Arbitrage : Pedro Proença (Lisbonne) |

| 6e journée 25 septembre 2009 | SC Olhanense | 0-1 | Sporting Braga | Estádio José Arcanjo, Olhão                         |                                                     |
|                              |              |     | 93e Alan       | Spectateurs : 5 750 Arbitrage : Jorge Sousa (Porto) | Spectateurs : 5 750 Arbitrage : Jorge Sousa (Porto) |

| 7e journée 3 octobre 2009 | Sporting Braga                   | 2-0 | Vitória Setúbal | Estádio Municipal de Braga, Braga                       |                                                         |
|                           | Paulo César 60e · Hugo Viana 90e |     |                 | Spectateurs : 10 172 Arbitrage : Elmano Santos (Madère) | Spectateurs : 10 172 Arbitrage : Elmano Santos (Madère) |

| 8e journée 25 octobre 2009 | Rio Ave FC | - | Sporting Braga | Estádio do Rio Ave FC, Vila do Conde |  |
|                            |            |   |                |                                      |  |

| 9e journée 1er novembre 2009 | Sporting Braga | - | Benfica Lisbonne | Estádio Municipal de Braga, Braga |  |
|                              |                |   |                  |                                   |  |

| 10e journée 8 novembre 2009 | Vitória Guimarães | - | Sporting Braga | Estádio D. Afonso Henriques, Guimarães |  |
|                             |                   |   |                |                                        |  |

| 11e journée 29 novembre 2009 | Sporting Braga | - | União Leiria | Estádio Municipal de Braga, Braga |  |
|                              |                |   |              |                                   |  |

| 12e journée 6 décembre 2009 | Leixões SC | - | Sporting Braga | Estádio do Mar, Matosinhos |  |
|                             |            |   |                |                            |  |

| 13e journée 13 décembre 2009 | Sporting Braga | - | Naval 1er Mai | Estádio Municipal de Braga, Braga |  |
|                              |                |   |               |                                   |  |

| 14e journée 20 décembre 2009 | FC Paços de Ferreira | - | Sporting Braga | Estádio Mata Real, Paços de Ferreira |  |
|                              |                      |   |                |                                      |  |

| 15e journée 10 janvier 2010 | Sporting Braga | - | CD Nacional | Estádio Municipal de Braga, Braga |  |
|                             |                |   |             |                                   |  |

| 16e journée 17 janvier 2010 | Académica de Coimbra | - | Sporting Braga | Estádio Cidade de Coimbra, Coimbra |  |
|                             |                      |   |                |                                    |  |

| 17e journée 31 janvier 2010 | Sporting Braga | - | Sporting CP | Estádio Municipal de Braga, Braga |  |
|                             |                |   |             |                                   |  |

| 18e journée 7 février 2010 | CF Belenenses | - | Sporting Braga | Estádio do Restelo, Lisbonne |  |
|                            |               |   |                |                              |  |

| 19e journée 14 février 2010 | Sporting Braga | - | CS Marítimo | Estádio Municipal de Braga, Braga |  |
|                             |                |   |             |                                   |  |

| 20e journée 21 février 2010 | FC Porto | - | Sporting Braga | Estádio do Dragão, Porto |  |
|                             |          |   |                |                          |  |

| 21e journée 28 février 2010 | Sporting Braga | - | SC Olhanense | Estádio Municipal de Braga, Braga |  |
|                             |                |   |              |                                   |  |

| 22e journée 7 mars 2010 | Vitória Setúbal | - | Sporting Braga | Estádio do Bonfim, Setúbal |  |
|                         |                 |   |                |                            |  |

| 23e journée 14 mars 2010 | Sporting Braga | - | Rio Ave FC | Estádio Municipal de Braga, Braga |  |
|                          |                |   |            |                                   |  |

| 24e journée 28 mars 2010 | Benfica Lisbonne | - | Sporting Braga | Estádio da Luz, Lisbonne |  |
|                          |                  |   |                |                          |  |

| 25e journée 3 avril 2010 | Sporting Braga | - | Vitória Guimarães | Estádio Municipal de Braga, Braga |  |
|                          |                |   |                   |                                   |  |

| 26e journée 11 avril 2010 | União Leiria | - | Sporting Braga | Estádio Dr. Magalhães Pessoa, Leiria |  |
|                           |              |   |                |                                      |  |

| 27e journée 18 avril 2010 | Sporting Braga | - | Leixões SC | Estádio Municipal de Braga, Braga |  |
|                           |                |   |            |                                   |  |

| 28e journée 11 avril 2010 | União Leiria | - | Sporting Braga | Estádio Dr. Magalhães Pessoa, Leiria |  |
|                           |              |   |                |                                      |  |

| 29e journée 2 mai 2010 | Sporting Braga | - | FC Paços de Ferreira | Estádio Municipal de Braga, Braga |  |
|                        |                |   |                      |                                   |  |

| 30e journée 9 mai 2010 | CD Nacional | - | Sporting Braga | Estádio da Madeira, Funchal |  |
|                        |             |   |                |                             |  |

### Coupe du Portugal
| 3e tour éliminatoires 18 octobre 2009 | Sporting Covilhã | - | Sporting Braga |  |  |
|                                       |                  |   |                |  |  |

### Coupe de la Ligue
3e Phase de groupes - Groupe B
| Rang | Équipe              | Pts | J | G | N | P | Bp | Bc | Diff |
| ---- | ------------------- | --- | - | - | - | - | -- | -- | ---- |
| 1    | Sporting CP (D1)    | 0   | 0 | 0 | 0 | 0 | 0  | 0  | 0    |
| 2    | Sporting Braga (D1) | 0   | 0 | 0 | 0 | 0 | 0  | 0  | 0    |
| 3    | à déterminer        | 0   | 0 | 0 | 0 | 0 | 0  | 0  | 0    |
| 4    | à déterminer        | 0   | 0 | 0 | 0 | 0 | 0  | 0  | 0    |

### Ligue Europa
| 3e tour pré-éliminatoires (aller) 30 juillet 2009 | Sporting Braga   | 1-2 | IF Elfsborg                  | Estádio Municipal de Braga, Braga                      |                                                        |
|                                                   | Meyong (pen) 50e |     | 16e Daníelsson · 73e Bajrami | Spectateurs : 10 110 Arbitrage : Cesar Muñiz Fernández | Spectateurs : 10 110 Arbitrage : Cesar Muñiz Fernández |

| 3e tour pré-éliminatoires (retour) 6 août 2009 | IF Elfsborg   | 2-0 | Sporting Braga | Borås Arena, Borås                               |                                                  |
|                                                | Keene 16e 32e |     |                | Spectateurs : 8 548 Arbitrage : Richard Liesveld | Spectateurs : 8 548 Arbitrage : Richard Liesveld |

## Championnat

### Classement
au bout de la 7e journée
| Rang | Équipe           | Pts | J | G | N | P | Bp | Bc | Diff |
| ---- | ---------------- | --- | - | - | - | - | -- | -- | ---- |
| 1    | Sporting Braga   | 21  | 7 | 7 | 0 | 0 | 12 | 3  | +9   |
| 2    | Benfica Lisbonne | 19  | 7 | 6 | 1 | 0 | 24 | 4  | +20  |
| 3    | FC Porto         | 16  | 7 | 5 | 1 | 1 | 15 | 4  | +11  |

### Résultats par journée
| Journée   | 01 | 02 | 03 | 04 | 05 | 06 | 07 | 08 | 09 | 10 | 11 | 12 | 13 | 14 | 15 | 16 | 17 | 18 | 19 | 20 | 21 | 22 | 23 | 24 | 25 | 26 | 27 | 28 | 29 | 30 |
| --------- | -- | -- | -- | -- | -- | -- | -- | -- | -- | -- | -- | -- | -- | -- | -- | -- | -- | -- | -- | -- | -- | -- | -- | -- | -- | -- | -- | -- | -- | -- |
| Terrain   | D  | E  | D  | E  | D  | E  | D  |    |    |    |    |    |    |    |    |    |    |    |    |    |    |    |    |    |    |    |    |    |    |    |
| Résultats | V  | V  | V  | V  | V  | V  | V  |    |    |    |    |    |    |    |    |    |    |    |    |    |    |    |    |    |    |    |    |    |    |    |
| Points    | 3  | 6  | 9  | 12 | 15 | 18 | 21 |    |    |    |    |    |    |    |    |    |    |    |    |    |    |    |    |    |    |    |    |    |    |    |
| Place     | 1  | 1  | 1  | 1  | 1  | 1  | 1  |    |    |    |    |    |    |    |    |    |    |    |    |    |    |    |    |    |    |    |    |    |    |    |

Source : Liste des rencontres

Terrain : D = Domicile ; E = Extérieur. Résultat: D = Défaite ; N = Nul ; V = Victoire.